# 时希平
时希平（1957年1月—2015年？）河南杞县人，中国共产党及中华人民共和国官员。

## 生平
时希平是中国共产党党员，1974年9月参加工作。1977年进入武汉师范学院（现湖北大学）政治系学习。后来又成为中欧国际工商学院工商管理硕士。历任中共湖北省委组织部干部、中共中央组织部研究室副主任、中共中央组织部企业干部办公室副主任、中共中央组织部干部五局副局长（正局级）、国务院国有资产监督管理委员会企业领导人员管理一局局长、国务院国有资产监督管理委员会人事局局长。
2011年1月起，任国务院国有重点大型企业监事会主席，成为副部级干部，后分管监事会07办事处，负责对中国国电集团公司、中国中化集团公司、中国北方机车车辆工业集团公司、中国民航信息集团公司履行监事会监督职责。2015年2月，中央第三巡视组进驻国家开发投资公司开展专项巡视工作，该巡视组组长王立英，副组长时希平、丁伯东。2015年3月，中央第三巡视组进驻东方电气集团有限公司开展专项巡视工作，该巡视组组长王立英，副组长时希平、丁伯东。2015年7月，中央第三巡视组分别进驻中国航天科工集团公司、中国航天科技集团公司开展专项巡视工作，该巡视组组长李熙，副组长时希平、周清玉、陈善光。巡视组进驻后，中国航天科工集团公司查处了15个单位共31人违反中央八项规定精神问题。
2015年9月18日财新网报道，2015年9月13日前后，国有重点企业监事会主席时希平在湖北休假期间落水失踪，原因不明，至今仍未找到。
2015年10月27日，国务院免去时希平的国有重点大型企业监事会主席职务。此后未见后续报道或任何处理。